# Yoghurt (EP)
Yoghurt är Adhesives debut-EP, utgiven 1995 på Brööl Records.

## Låtlista
Alla låtar är skrivna av Adhesive.
1. "I Shine"
2. "Bondage Beach"
3. "Haven"
4. "The Elevator King"
5. "Pictures of You"
6. "Scent of Life"

## Personal
- Mathias Andersson - bakgrundssång, gitarr
- Micke Claesson - bakgrundssång, gitarr
- Geir Pedersen - sång, bakgrundssång, bas
- Robert Samsonowitz - design, trummor

### Fotnoter
1. 1 2  ”Yoghurt”. Discogs.com. http://www.discogs.com/Adhesive-Yoghurt/release/1737424. Läst 1 april 2012.